# This Ain't Hollywood
This Ain't Hollywood é o terceiro álbum de estúdio da banda DeGarmo and Key, lançado em 1980.

## Faixas
1. "Stella, This Ain't Hollywood"
2. "When He Comes Back"
3. "You Gave Me All"
4. "Never Be The Same"
5. "All Night"
6. "Love Is All You Need"
7. "Nobody Loves Me" (part: Amy Grant)
8. "Light Of The World"
9. "Over And Over"
10. "One Step Closer"